# ARP
ARP (eng. Address Resolution Protocol) – komunikacijski protokol kojim se dobiva fizička adresa na lokalnoj mreži iz poznate mrežne adrese. Najraširenija njegova primjena danas je na Ethernetu gdje se IP adrese povezuju s MAC adresama.
Arp je također i naredba kojom se može pregledavati i mijenjati sadržaj tablice u operacijskom sustavu u kojoj se nalaze informacije dobivene ovim protokolom (tzv. ARP cache).
Arp naredba omogućava mapiranje fizičke adrese poznate kao IPv4 adrese. Ova metoda uključuje slanje ARP requesta. Uređaj za koji su potrebni podatci upućuje ARP zahtjev na mrežu, a lokalni uređaji odgovarju natrag ARP odgovorom koji sadrži njegovu IP-MAC par.

### ARP najave (gratuitous ARP)
ARP protokol se također može koristiti kao jednostavan protokol za objave. Ovo je korisno za ažuriranje preslikavanja hardverske adrese (MAC adrese) drugih računala kada se promijeni pripadajuća IP adresa ili MAC adresa pošiljatelja. Takva najava, koja se naziva i gratuitous ARP (GARP) poruka, a obično se šalje kao ARP zahtjev koji sadrži SPA (Sender protocol address [IP adresa pošiljatelja]) u ciljnom polju (TPA=SPA), s THA (Target hardware address [MAC adresa primatelja]) postavljenim na nulu. Alternativni način je slanje ARP odgovora s dupliciranim SHA i SPA pošiljatelja u ciljnim poljima (TPA=SPA, THA=SHA).
Obavijest o ARP zahtjevu i ARP odgovoru metode su temeljene na standardima, ali preferirana je metoda ARP zahtjeva (ARP request). 
Neki uređaji mogu biti konfigurirani za korištenje bilo koje od ove dvije vrste najava.
Dakle u normalnom radu, kada mrežni element (računalo, mrežni uređaj, poslužitelj, ...) za odredišnu IP adresu ne poznaje njenu pripadajuću IP adresu, on mora poslati ARP zahtjev (ARP request) na mrežu (na broadcast adresu mreže). Bilo tko s mreže mu može odgovoriti (ARP response) i dati mu u odgovoru pripadajuću MAC adresu (za traženu IP adresu).
Međutim, neki uređaji (pr. redundantni usmjerivači, load balanceri i slično), kao primjerice uređaji koji koriste VRRP protokol (Virtual Router Redundancy Protocol), koji radi tako da dva ili više uređaja dijele istu IP adresu, u jednom trenutku moraju koristiti i gratuitous ARP.
Naime kod VRRP protokola dva ili više uređaja dijele istu IP adresu, ali na način da je zapravo jedan uređaj aktivni korisnik te IP adrese, koja se veže za njegovu MAC adresu odnosno adresu njegove mrežne kartice (sučelja). Ako je taj uređaj nedostupan, pomoću VRRP protokola, ta IP adresa (nekada se naziva virtualna IP ili VIP adresa) se seli na slijedeći uređaj prema VRRP prioritetu. Kada sljedeći uređaj preuzme tu IP adresu, on mora svima na mreži objaviti da se promijenila MAC adresa pripadajuće (VIP) IP adrese, jer je sada MAC adresa koja pripada toj VIP IP adresi, MAC adresa njegove mrežne kartice. Ne zaboravimo da je u TCP/IP komunikaciji, da bi se uopće formirao mrežni paket, potrebno (uz izvorišne IP i MAC) upisati i odredišne IP i MAC adrese (uz ostale dijelove paketa koji sadrže podatke i više protokole).